# ZNS-TV
Zephyr Nassau Sunshine Television, nota anche come ZNS-TV, è un'emittente televisiva gestita dall'ente radiotelevisivo pubblico delle Bahamas Broadcasting Corporation of the Bahamas (BCB).
Trasmette dalla capitale Nassau in inglese.

## Storia
La radio di ZNS fu fondata da governo coloniale britannico nel 1937 per trasmettere gli allerta per gli uragani che regolarmente investivano l'arcipelago. Inizialmente offriva due ore di programmi al giorno, che comprendevano notizie e musica della BBC e raccolte da fonti di Nassau. Successivamente, oltre al trasmettitore di Nassau, fu allestito quello di Freeport, sull'isola di Grand Bahama.
ZNS-TV fu lanciata a Nassau, sull'isola di New Providence, nel 1977. Trasmetteva sitcom, sport, serie televisive e film. Nel 1992 passò a mandare in onda solo programmi di politica e di economia.
Ad ottobre 2010, a causa dei bassi profitti e in vista di un passaggio dell'azienda ad uno status di ente radiotelevisivo pubblico, BCB fu profondamente ristrutturata e 80 membri del personale furono licenziati, aprendo un grosso dibattito pubblico in merito. Il governo offrì ai licenziati un pacchetto di liquidazione.
Il 14 dicembre 2011 ZNS-TV annunciò la conversione alla tecnologia digitale terrestre con l'aggiunta di un servizio per telefonia mobile.

## Programmi
- Ordinary People
- The Reid Factor
- The Bahamas Tonight